# بخش پینت (شهرستان راس، اوهایو)
بخش پینت (به انگلیسی: Paint Township) یک منطقهٔ مسکونی در ایالات متحده آمریکا است که در شهرستان روس، اوهایو واقع شده‌است.
 بخش پینت ۹۳٫۶ کیلومتر مربع مساحت و ۱٬۱۶۹ نفر جمعیت دارد و ۲۴۴ متر بالاتر از سطح دریا واقع شده‌است.